# Кубинська кава
Кубинська кава (ісп. Café Cubano, також відома як кубинський еспресо, кубинський шот і кава по-кубинськи) — різновид еспресо, що з'явилася на Кубі після появи в країні перших італійських еспресо-машин. Термін «кубинська кава» охоплює як власне рецепт приготування еспресо, так і ряд кавових напоїв, що виготовляються на його основі.

## Приготування
В основі кубинського способу приготування еспресо лежить додавання тростинного цукру з Демерари в місткість, куди стікає готовий кавовий напій. Це надає приготовленому таким чином еспресо специфічний солодкий смак. Крім того, цей спосіб дозволяє отримати крему вершкового або світло-коричневого кольору.
Вдома кубинці продовжують готувати традиційну каву по-кубинськи, характерною рисою якої є висока міцність і солодкість. На одну склянку 200 мл кладуть 20 г тростинного цукру і до 15 г кави. Настоюють від 2 до 5 хвилин, іноді додають ром, п'ють під сигару.

## Напої на основі кубинського еспресо
На основі кубинської кави готується низка кавових напоїв:
- Cortadito (з іспанської — «маленький розріз») — виготовляється шляхом додавання до приготовленого зазначеним вище способом еспресо підігрітого паром молока. При цьому пропорції молока і кави можуть змінюватись.
- Café con leche (з іспанської — «Кава з молоком») — еспресо, змішане з чашкою гарячого молока.